# Romeo Beckham
Romeo James Beckham (Westminster, Londres, Inglaterra; 1 de septiembre de 2002) es un exfutbolista y actual modelo británico que jugaba como delantero. Es hijo de David Beckham y de Victoria Beckham.

## Vida personal
Beckham nació en el Hospital Portland en la Ciudad de Westminster, Londres. Es hijo del exfutbolista y excapitán de la selección de fútbol de Inglaterra David Beckham y de la cantante Victoria Beckham. Sus hermanos Brooklyn y Cruz jugaron fútbol con él para el Arsenal, sin embargo, todos fueron liberados del sistema juvenil del club. Sigue siendo un seguidor del Arsenal. Asistió a Wetherby School en Londres y luego a Millfield School en Street, Somerset.

## Carrera en clubes

### Arsenal
En 2014, Beckham se unió a la academia de reserva del Arsenal, pero fue liberado al año siguiente. Después de su liberación, admitió que ya no deseaba seguir una carrera en el fútbol, sino que comenzó a entrenar tenis con Andy Murray. En 2020, sin embargo, Beckham anunció que estaba buscando regresar al fútbol después de una ausencia de cinco años. En apoyo de la decisión, su padre, David Beckham, reemplazó la cancha de tenis que había construido anteriormente en la casa de la familia por un campo de fútbol.

### Fort Lauderdale CF
En septiembre de 2021, después de cumplir 19 años, Beckham se unió al club Fort Lauderdale CF de la USL League One, la filial de reserva del club de su padre Inter de Miami de la Major League Soccer. Esto se produjo después de que lo hubieran visto entrenando con el equipo del Inter de Miami en febrero. El 19 de septiembre, Beckham hizo su debut profesional en un empate 2-2 contra el Tormenta FC. En ese partido, apareció junto a Harvey Neville, el hijo del excompañero de equipo de su padre en el Manchester United, Phil Neville.